# L'Antiquité au présent
L’Antiquité au présent est une collection des Éditions Belin, créée par Nicole Loraux et Yan Thomas en 1994 ; elle comprend des ouvrages d’histoire et d’anthropologie sur l’Antiquité gréco-romaine. Elle accorde une place importante aux problèmes historiographiques, à l’histoire culturelle et aux thématiques de réception. Une trentaine de titres ont paru à ce jour.
Le comité scientifique était constitué, en 2012, de Jean Alaux, Jean Bouffartigue †, Christian Jacob et Patrice Loraux. La collection accueille des œuvres inédites, et réédite des classiques, dont certains sont traduits pour l’occasion.